# جین اتکینسون
جین اتکینسون (به انگلیسی: Jayne Atkinson)(زاده ۱۸ فوریه ۱۹۵۹) بازیگر آمریکایی است که البته در انگلیس زاده شده‌است. او به خاطر بازی در سریال‌های درام سی‌بی‌اس (شبکه) و نقش کرن هیز در سریال ۲۴ و همچنین در نقش کاترین دورانت در سریال خانه پوشالی(House Of Cards) مشهور شده‌است.

## اوایل دوران زندگی
جین اتکینسون در بورنتموث، انگلستان زاده شد. ولی خانواده‌اش وقتی که او ۹ ساله بود به آمریکا مهاجرت کردند. او در هالیوود بزرگ شد. از دانشکده کاج فارغ‌التّحصیل شد و سپس به دانشگاه نورث‌وسترن رفت. او در این دانشگاه عضو گروه‌های نمایش بود.

## زندگی حرفه‌ای
از فیلم‌های سینمایی معروف او می‌توان به ویلی آزاد، ویلی آزاد ۲، چک سفید، دهکده و سیریانا اشاره کرد.
از سریال‌های معروف او می‌توان به یک سال در زندگی، دوران والدین بودن، پرونده‌های ایکس، تمرین، قانون و نظم و ۲۴ اشاره کرد.

## زندگی شخصی
اتکینسون با مایکل گیل ازدواج کرده‌است. این دو در سال ۱۹۸۹ در جریان بازی در تئاتری، یک‌دیگر را ملاقات کرده‌اند.